# كورسال (مترو باريس)
كورسال (بالفرنسية: Courcelles)‏ هي محطة مترو تابعة لمترو باريس تقع في فرنسا في الدائرة الثامنة في باريس.[بحاجة لمصدر]